# Norbert Engemann
Norbert Engemann (* 17. September 1997 in Köln) ist ein deutscher Volleyballspieler.

## Karriere
Engemann spielte bis 2017 beim TVA Hürth. Mit dem Verein trat er in der Saison 2016/17 in der Zweiten Liga Nord an. Anschließend wechselte der Mittelblocker zum Süd-Zweitligisten TSV Grafing. 2018 wurde er vom Erstligisten WWK Volleys Herrsching verpflichtet.
In der Saison 2018/19 erreichte er mit den Herrschingern jeweils das Viertelfinale im DVV-Pokal und den Bundesliga-Playoffs. Im DVV-Pokal 2019/20 stand Herrsching im Viertelfinale und in der abgebrochenen Bundesliga-Saison auf dem fünften Tabellenplatz. 2020/21 kam der Verein erneut ins Pokal-Halbfinale, schied aber im Playoff-Viertelfinale aus. In der Saison 2021/22 gab es den erneuten Einzug ins Pokal-Halbfinale und das Aus im Playoff-Viertelfinale. 2022/23 erreichte der Verein jeweils das Viertelfinale im Pokal und in den Playoffs. Im DVV-Pokal 2023/24 kam Herrsching ins Finale, aber in der Bundesliga endete die Saison erneut im Viertelfinale. Auch 2024/25 spielt Engemann für Herrsching.
Im Beachvolleyball trat Engemann mit wechselnden Partnern bei Nachwuchsmeisterschaften bis zur U20 und bei einigen Turnieren in Nordrhein-Westfalen sowie in Bayern an.